# Croston
Croston est un village et une paroisse civile du Lancashire, en Angleterre.